# Reacción de síntesis
En los casos más simples, las reacciones de síntesis son aquellas que ocurren cuando dos átomos o moléculas diferentes interactúan para formar una molécula o compuesto distinto.  La mayoría de las veces, cuando se produce una reacción de síntesis, se libera energía y la reacción es exotérmica. Sin embargo, también se puede obtener un resultado endotérmico. Las reacciones de síntesis son una de las clases principales de reacciones químicas, entre las que se incluyen las reacciones de desplazamiento simple, las de desplazamiento doble y las de combustión, entre otras. Una reacción de síntesis o reacción de combinación es un proceso elemental en el que dos o más sustancias químicas reaccionan para generar un solo producto. Elementos o compuestos sencillos que se unen para formar un compuesto más complejo. La siguiente es la forma general que presentan este tipo de reacciones:
- A + B → C

Donde A y B representan cualquier sustancia química y C el compuesto resultante.
Algunas reacciones de síntesis se dan al combinar un óxido básico con agua, para formar un hidróxido, o al combinar el óxido de un no metal con agua para producir un oxi-ácido.
Ejemplos:
- Na2O(s) + H2O(l) → 2Na(OH)(ac)
- SO3(g) + H2O(l) → H2SO4(ac)
- CaO(s) + H2O(l) → Ca(OH)2(ac)

Otras reacciones de síntesis se dan al combinar un no metal con hidrógeno, para obtener un hidrácido.
Ejemplo:
- Cl2(g)+ H2(g) → 2HCl(g)

La oxidación de un metal, también es una reacción de síntesis o de combinación.
Ejemplo:
- 4Na(s) + O2(g) → 2Na2O(s)